# Dieter Benda
Dieter Benda est un mathématicien, physicien, chimiste et ingénieur allemand né le 9 décembre 1959 à Karlsruhe. Il a réalisé d’importants travaux en matière d’astrophysique, notamment sur les ondes gravitationnelles, ainsi qu’en physique mécanique, et a aidé à la fabrication des nouveaux moteurs utilisant le bioéthanol, chez le concepteur automobile BMW. Il a également enseigné à l'Institut de technologie de Karlsruhe.

## Biographie
Après une scolarité exceptionnelle au lycée Otto Hahn de Karlsruhe, où il obtient la note maximale en mathématiques, il poursuit ses études à la faculté de physique de l'Institut de technologie de Karlsruhe, où il commence d’importantes recherches sur les ondes gravitationnelles. 
Il effectue d’importantes découvertes sur la théorie de l’invariance par reparamétrisation, avant d’interrompre subitement sa thèse et s’expatrier en France en 1984, à l’âge de 25 ans. Il y poursuit de brillantes études à l’École des mines de Paris, où il en sort ingénieur des chemins de fer. 
En 1990, il retourne en Allemagne où il aide à la conception des nouvelles lignes de chemin de fer après la réunification, tout en poursuivant une thèse en thermochimie. 
En 1996, il retourne dans sa ville natale à Karlsruhe afin d’y enseigner à l'Institut de technologie de Karlsruhe, où il a lui-même été élève, avant d’y être nommé directeur du département physique mécanique la même année. À partir de 1998, il utilise ses compétences en tant qu’ingénieur pour contribuer à l’élaboration des moteurs utilisant le bioéthanol pour l’usine BMW.
Actuellement, il vit à Paris et travaille pour la Société nationale des chemins de fer français (SNCF).

## Ouvrages
- « Über Gravitationswellen: eine neue Theorie der Reparametrisierung-Invarianz ? » Sitzungsberichte Preußische Akademie der Wissen-schaften, p. 128.

- « Perspektiven für die Bestimmung der thermischen Geschichte nach dem Aufblasen mit Zukunft Gravitationswellen-detektoren. » Karlsruher Institut für Technologie Magazin, no 156, p. 16.

- « Über Sprengstoffe », Karlsruher Institut für Technologie Magazin, no 455, p. 37.